# Etienne Shew-Atjon
Etienne Shew-Atjon (Rotterdam, 24 november 1974) is een Nederlands voormalig betaald voetballer. Hij speelde gedurende het merendeel van zijn carrière, van 1998 tot 2009, bij eredivisionist FC Utrecht. Vervolgens stond hij één seizoen onder contract bij eerstedivisionist FC Dordrecht, waarna hij zijn profcarrière beëindigde.

## Loopbaan

### Opleiding
Shew-Atjon begon te voetballen bij amateurclub SC Botlek uit Spijkenisse, alwaar hij werd opgemerkt door Feyenoord. Hij doorliep de jeugdopleiding van de Stadionclub, maar maakte nooit de stap naar het eerste elftal en ging voetballen bij hoofdklasser VV Rozenburg uit de gelijknamige gemeente. Twee jaar later kreeg de Rotterdammer opnieuw een kans in het betaald voetbal, toen FC Utrecht hem een contract aanbood. Hij maakte zijn debuut in het profvoetbal op 23 augustus 1998, in de met 4-2 gewonnen uitwedstrijd tegen NAC Breda. Shew-Atjon begon in de basis, maar werd tijdens de rust gewisseld voor Emmanuel Nwakire.

### Betaald voetbal
De verdediger zou, mede door blessures, nooit uitgroeien tot een vaste waarde in het eerste elftal, maar bleef desondanks continu aan de club verbonden. Aan het eind van het seizoen 2007-2008 - waarin hij vanwege een blessure aan de achillespees slechts twee competitiewedstrijden speelde - leek zijn aflopende contract niet te worden verlengd, omdat de Rotterdammer onder trainer Willem van Hanegem weinig aan speeltijd toe kwam. Nadat verdediger Erik Pieters in de zomerstop voorafgaand aan het seizoen 2008-2009 naar topclub PSV verhuisde, kreeg hij echter alsnog een hernieuwd eenjarig contract aangeboden. Wel bleef de club op zoek naar een vervanger voor Pieters, en vond deze uiteindelijk in de persoon van de Roemeen Mihai Neşu.. Shew-Atjon gaf aan zeer content te zijn met het contract: "Zeker omdat de club eerder te kennen gaf niet met mij door te willen, is dit een mooi cadeau. Dat ik na mijn actieve voetbalcarrière als scout voor FC Utrecht ga werken, is echt een wens van me."
Het eenjarig contract werd niet verlengd, en in het voorjaar van 2009 trad hij in dienst bij FC Dordrecht. In het daaropvolgende seizoen speelde hij 28 wedstrijden voor de Zuid-Hollandse club in de Eerste Divisie. Vervolgens nam Shew-Atjon afscheid van het profvoetbal, speelde een seizoen bij hoofdklasser RVVH uit Ridderkerk en vervolgens twee jaar bij VV Smitshoek. 
Sinds juli 2013 is hij werkzaam bij de Feyenoord Academie; in eerste instantie als trainer bij de jeugd onder 15 jaar, en vanaf de zomer van 2016 als video- en performance-analist bij de jeugd. In 2020 is hij doorgeschoven als video-analist en werkzaam bij de staf van het 1e elftal.

## Erelijst
FC Utrecht
- KNVB beker

2003, 2004
- Johan Cruijff Schaal

2004